# 灵洲会馆
灵洲会馆，位于中国广西壮族自治区百色市右江区解放街6号，为一个省级文物保护单位，类型为古建筑，为第六批广西壮族自治区文物保护单位，公布时间为2009年5月4日。
灵洲会馆的历史年代为清。